# Danmark på frimærker
|  | Denne artikel er oprettet af botten Steenthbot ud fra en ekstern database. Den kan derfor have sproglige fejl eller mangler. Denne skabelon kan fjernes efter kontrol af indholdet. |

Danmark på frimærker er en dansk dokumentarfilm fra 1980 instrueret af Henning Ørnbak efter eget manuskript.

## Handling
Kavalkade af danske frimærkemotiver sammenstillet med optagelser af motiverne i virkeligheden. Kirker, kongelige, slotte, erhverv, vartegn, markante danske personligheder, fyrtårne, fortidsminder, flora, bygningsværker, byer og land og meget mere er foreviget på tryk.